# Bibliotecari
Un bibliotecari, documentalista o bibliotecari-documentalista és una persona que treballa en una biblioteca o unitat d'informació (física o virtual), on es fa càrrec de la gestió de la informació (la seva tria, adquisició, conservació i difusió entre els usuaris).
Meredith Schwartz investigà quines són les habilitats que els bibliotecaris requeririen des de l'any 2016 fins al 2036. Preguntà a directors de biblioteques acadèmiques i públiques i pensadors líders de la disciplina dels Estats Units d'Amèrica per a establir què esperaven aquests: desenvolupament web, competències digitals, programació, gestió de projectes, pensament crític, màrqueting, anàlisi de dades, comunicació (“donar i rebre crítiques professionals, resoldre conflictes i escoltar activament"), política i defensa d'interessos, col·laboració (amb altres biblioteques, organitzacions i individus) creativitat i flexibilitat.
Mia Breitkopf explicà que una de les ocupacions d'un bibliotecari podia ser la de ser científic de dades. Julie Still investigà sobre la relació entre bibliotecaris i escriptors en el cas de les persones que reuneixen totes dues professions.

## Funcions
Tradicionalment, la figura del professional bibliotecari ha estat associada amb els llibres. No obstant això, la tasca del bibliotecari està en contínua evolució per a respondre a les necessitats socials i tecnològiques de la societat.
En l'actualitat, les tasques del bibliotecari poden donar-se en àmbits molt diferents: des de les biblioteques públiques, a biblioteques universitàries, arxius, centres de documentació especialitzats, empreses de serveis documentals, empreses de gestió de continguts, arxius empresarials, etc.
Les seves funcions van des de l'atenció al públic a la gestió de continguts al web, el disseny d'eines de recuperació de la informació (cercadors al web, sistemes d'indexació, categories, taxonomies, etc).
Els bibliotecaris i documentalistes treballen amb tota mena de documents, suports i formats: llibres, documents d'arxiu, enregistraments sonors i audiovisuals (tant analògics com digitals), imatges (fotografies, cartells, etc.), fitxers digitals (de dades, d'imatge, de so...), objectes (a museus i col·leccions especials (els herbaris d'una biblioteca de ciències, per exemple).
L'increment de la quantitat d'informació i les tecnologies de recuperació han fet que la presència d'un professional que gestioni aquestes quantitats d'informació i documents, les processi i les faci disponibles, físicament o en línia, per a la seva consulta i el seu ús, sigui necessària en tot tipus d'organismes i empreses amb fons documentals.
A la professió de bibliotecari i documentalista, a Espanya, s'accedeix mitjançant la carrera universitària de la diplomatura de Biblioteconomia i Documentació, que amb els nous plans d'estudi ha passat a ésser el grau d'Informació i Documentació.

## Tipus de bibliotecaris
Respecte a les funcions tradicionals, i tenint en compte les necessitats actuals dels usuaris (com la d'estar alfabetitzats en competències informacionals), han anat sorgint perfils professionals amb funcions afegides, com són el «liaison librarian», «personal librarian», l'«embedded librarian» i el tutor bibliotecari.
Un bibliotecari temàtic o especialista és aquell bibliotecari especialitzat en àrees i disciplines temàtiques específiques. És el responsable de la recollida de materials i informació en les seves àrees de coneixement, i de donar resposta en profunditat a les consultes dels investigadors. El bibliotecari temàtic o especialista posseeix una qualificació especial en virtut dels seus coneixements i experiència que li permet poder seleccionar materials i proporcionar serveis d'informació, de formació i de referència bibliogràfica als usuaris d'una àrea específica o d'una disciplina acadèmica o subdisciplina determinades. Normalment presten els seus serveis a biblioteques especialitzades o acadèmiques. Els bibliotecaris temàtics o especialistes en una matèria, sovint, tenen un títol de graduació específica en el seu camp d'especialització. El bibliotecari temàtic és un bibliotecari amb especial coneixement i responsabilitat d'un o diversos temes en particular.

### Percepció
Un estudi dels obituaris dedicats a bibliotecaris morts al New York Times des de l'any 1977 fins al 2002 determinà que als Estats Units d'Amèrica no se'ls presentava de manera estereotipada com uns tímids o introvertits, sinó com a gent amb èxits de gran importància i, per tant, glamurosa. Beth Posner identificà tres imatges típiques: setciències, inútils que solament s'encarreguen de prestatges i frikis dèbils. Al segle xix s'esperava des dels propis professionals que memoritzaren catàlegs i foren enciclopèdies, i fora dels professionals s'esperava grans i extraordinàries capacitats.

## Bibliotecaris cèlebres
- Gabriel Naudé, pare de la biblioteconomia[15]
- Melvil Dewey[16]
- Henriette Avram
- Anastasius Bibliothecarius
- Jorge Luis Borges
- Cassiodor
- Charles Ammi Cutter
- John Dee
- Johann Albert Fabricius
- Muhammad Khatami
- Nadejda Konstantínovna Krúpskaia
- Auguste Molinier
- Suetoni
- Zenòdot d'Efes
- Jordi Rubió i Balaguer
- Joan Oliva i Milà, un dels precursors de la biblioteconomia catalana moderna.[17]

## Bibliotecaris de ficció
- Barbara Gordon (Batman)
- Lucien (The Sandman)
- Irma Pince (Harry Potter)
- Malaquies (El nom de la rosa)
- Flynn Carsen (The Librarian)
- Evelyn Carnahan (The Mummy)
- Rupert Giles (Buffy the Vampire Slayer)[18]